# Thera kurilaria
Thera kurilaria är en fjärilsart som beskrevs av Felix Bryk 1942. Thera kurilaria ingår i släktet Thera och familjen mätare. Inga underarter finns listade i Catalogue of Life.